# Oligotricha excellenta
Oligotricha excellenta is een fossiele soort schietmot uit de familie Phryganeidae.